# اشراف پاپی

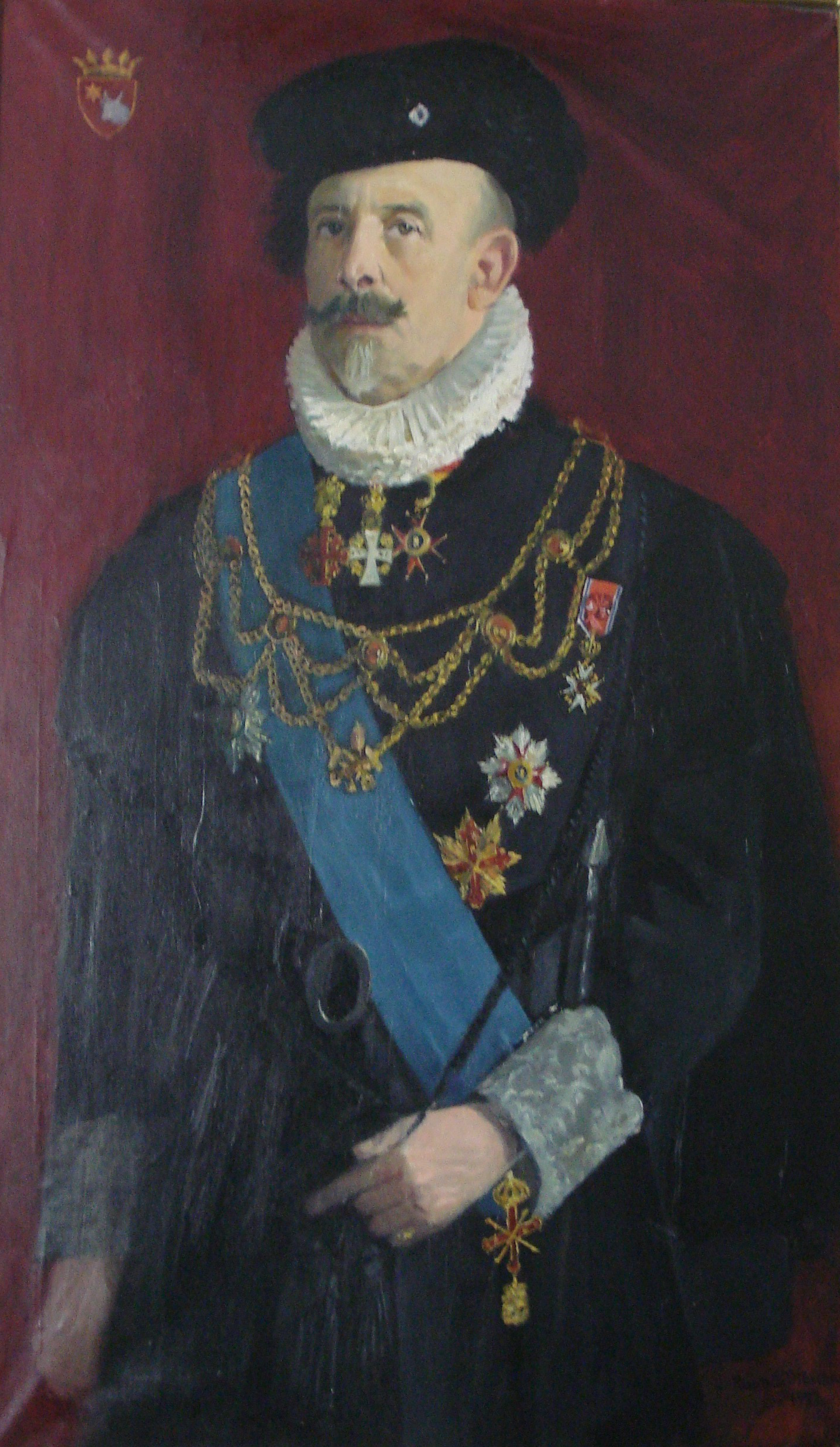
کریستوفر د پائوس (۱۸۶۲–۱۹۴۳)، یک نروژی بود که تبدیل به کلیسای کاتولیک رم، یک پیشکار پاپ و یکی از بستگان از هنریک ایبسن، عنوان اعطا شد تعداد توسط پاپ پیوس یازدهم.

اشراف درگاه پاپ یا اشراف پاپی افرادی هستند که در سریر مقدس دارای جایگاه اشرافی باشند.
از گذشته‌ها، مانند بسیاری از کشورهای اروپایی دیگر، ممالک تحت امر پاپ که حوزه قضایی پاپ بودند هم، دارای اشراف سرزمینی بودند و با اشراف سایر ایالت‌های ایتالیا متحد می‌شدند و ازدواج می‌کردند.

### قبل از ۱۸۷۰
از قرن ۱۵ تا ۱۸ میلادی، خانواده‌های متنفذ ایالات و شهرهای سراسر ایتالیا از طریق مجمع انتخاب پاپ به خانواده‌های دارای مناصب قدرت می‌پیوستند یا از طریق کسب جایگاه کلیسایی، به درجات اشرافی ارتقا می‌یافتند. این خانواده‌ها آزادانه با اشراف‌زادگان ازدواج می‌کردند. مانند سایر خانواده‌های نجیب‌زاده، آن‌هایی که هم پول و هم قدرت پاپی داشتند، می‌توانستند کمون یا زمین‌های دیگر بخرند و در نتیجه راه خود را برای ایجاد نظام خانواده‌ای پدرسالارانه و اشرافی را باز کنند.
پاپ‌ها معمولاً اعضای خانواده‌های برجسته را به مقام کاردینال ارتقا می‌دادند و به ویژه در کلیسا به پسران دوم و سوم اشراف که ارث نمی‌بردند، مقام می‌بخشیدند. پاپ‌ها همچنین اعضای خانوادهٔ خودشان - به ویژه اقوام نسبی خود - را به جایگاه ویژه کاردینال-برادرزاده ارتقا می‌دادند. خانواده‌های سرشناس می‌توانستند برای پسرانشان کوریا بخرند و مرتباً این کار را انجام می‌دادند، به این امید که پسر در رتبه‌های کلیسا ارتقاء یابد و اسقف کاردینال یا حتی پاپ شود و از این طریق بتواند به بالاتر بردن جایگاه خاندان و خانواده‌اش کمک کند.
دوره بین قرن ۱۵ تا ۱۸ به دلیل خویشاوندسالاری پاپ‌ها مشهور بود و بسیاری از خانواده‌ها مانند باربرینی‌ها و پامفیلی‌ها از داشتن یک خویشاوند پاپ بهره زیادی بردند. گاهی خانواده‌هایی که قبلاً به مشاغل کشاورزی یا تجاری مشغول بودند، تنها طی یک یا دو نسل بعد از آن که یکی از بستگانشان به عنوان پاپ انتخاب می‌شد، به اشراف رومی تبدیل می‌شدند.

### ۱۸۷۰–۱۹۴۶
پس از این که پادشاهی ایتالیا توانست ایالات پاپی را ضمیمه کشور متحد ایتالیا کند و در سال ۱۸۷۰ شهر رم را تصرف کرد، پادشاهی جدید اشراف موجود در قلمرو جدید خود را به رسمیت شناخت. پاپ به عنوان یک " زندانی در واتیکان " باقی ماند و توسط خانواده‌های به اصطلاح " اشراف سیاه " حمایت می‌شد که به جای سلطنت ایتالیا به پاپ وفادار مانده بودند. معاهده لاتران به این اختلاف پایان داد.
به مناسبت امضای لاتران در سال ۱۹۲۹، دولت ایتالیا حاکمیت سریر مقدس را به رسمیت شناخت و قدرت پاپ در اعطای عناوین اشرافی را تأیید کرد. همچنین عناوین اعطا شده توسط پاپ تا آن تاریخ و تمامی القاب بعدی را معادل القاب اشرافی در پادشاهی ایتالیا به رسمیت شناخت. این قانون تا زمان لغو سلطنت ایتالیا در سال ۱۹۴۶ به قوت خود باقی مانده‌بود. در سال ۱۹۶۹ شورای ایالتی ایتالیا تعیین کرد که مقررات معاهده لاتران در مورد به رسمیت شناختن عناوین پاپی که در قانون اساسی ایتالیا گنجانده شده بود، همچنان معتبر باشد و بنابرین استفاده از این القاب اشرافی در ایتالیا هنوز قانونی است. با این حال، هیچ تمهیدی برای استفاده از آن‌ها در گذرنامه‌های ایتالیایی، کارت‌های شناسایی یا ثبت احوال مدنی در نظر گرفته نشده‌است.

### از سال ۱۹۴۶
از زمان انتخاب پاپ جان بیست و سوم در سال ۱۹۵۸، عناوین اندکی اعطا شده‌است. در سال ۱۹۶۸، پل ششم اصلاحاتی در زمینه دادگاه‌های پاپی و خاندان پاپی اعمال کرد. در این زمان اعلام شد که اشرافیت پاپی دیگر یک نهاد تشکیل‌دهنده در خاندان پاپی نخواهد بود.
اگرچه اهدای عناوین خاص مانند شاهزاده، دوک، مارکی، کنت و بارون از آن زمان تاکنون ترک شده، ولی پاپ ژان پل دوم و پاپ بندیکت شانزدهم چند فرد برجسته را در طول رهبری خود به عنوان نجیب‌زادگی رسانیدند. ژان پل دوم در آغاز دوران پاپ شدن خود، چندین عنوان نجیب‌زاده به هموطنان لهستانیش اعطا کرد، اما این کار را بی‌سر و صدا و بدون ثبت نام افراد در اعمال کلیسای رسولی انجام داد.
پاپ‌ها به اعطای نشان‌های شوالیه و مدال‌های شایستگی به‌طور منظم ادامه می‌دهند ولی به استثنای «کنت کاخ مقدس لاتران»، دیگر عناوین اشرافی اعطا نمی‌کند.

## ساختار

### عناوین
اشراف پاپی شامل عناوین شاهزاده، دوک، مارکی، کنت، ویکنت، بارون و شوالیه می‌شود.

### کنت‌ها و کنتس‌های پاپی
کنت / کنتس یکی از عناوین خاص است که پاپ به افراد اعطا می‌کند و این گونه حاکمیت موقت مناطقی از ولایات پاپی را به آن افراد می‌سپارد. عنوان کنت می‌تواند مادام‌العمر یا موروثی باشد. کنت از قرون وسطی به اشکال مختلف توسط پاپ‌ها و امپراتوران مقدس روم اعطا می‌شد و پاپ‌ها حتی پس از سال ۱۸۷۰، که ایالات پاپی دیگر جزئی از قلمرو حاکمیتی آنان نبود، به بخشیدن چنین القابی ادامه می‌دادند.
دریافت‌کنندگان چنین افتخاراتی هم ایتالیایی‌ها، به ویژه افراد نزدیک به پاپ (که برخی از بستگان پاپ بودند)، و هم کاتولیک‌های برجسته غیرایتالیایی، از جمله جان مک کورماک ایرلندی، جورج مک‌دونالد سرمایه‌دار آمریکایی، کاترین ای. پرایس بشردوست آمریکایی، و رز کندی (مادر جان اف کندی رئیس‌جمهور ایالات متحده) بودند.

#### کنت کاخ مقدس لاتران
عنوان "کنت کاخ مقدس لاتران " افتخاری است که به‌طور رسمی و ad vitam به کسانی اعطا می‌شود که به عنوان خادمان دربار پاپی (که اکنون به عنوان آقایان حضرت عالی نامیده می‌شوند) شناخته شوند. علاوه بر این، این افتخار به‌طور جمعی به بخش‌های اسپانیایی فرقه مزار مقدس اورشلیم اعطا شده‌است. اعضای آن‌ها علاوه بر حق استفاده از عنوان Comital از چندین امتیاز هرالدیک نیز برخوردار هستند. این سنت را می‌توان تا دوران پس‌گیری اندلس ردیابی کرد و در آن زمان، چنین القابی نقش مهمی ایفا می‌کردند. به گفته لرد مانوئل د ماتا، کارشناس هرالدیک، اعضای اسپانیایی دارای لقب مجازند از عنوان کامل کنت کاخ مقدس لاتران و همچنین فقط عنوان کنت قبل از نام خود استفاده کنند. این حقوق در Memorias de la Academia Mallorquina de Estudios Genealógicos ثبت شده و توسط پادشاه اسپانیا آلفونسو سیزدهم تأیید شده‌است.

### خاندان‌های نجیب‌زاده و اشراف
نمونه‌هایی از خانواده‌های اشرافی ایتالیایی در ایالات پاپی:
| Noble House                   | Coat of arms | Current head                                            | Titles |
| ----------------------------- | ------------ | ------------------------------------------------------- | --- |
| House of Aldobrandini         |              | Camillo Aldobrandini                                    | Prince of Meldola and Sarsina |
| House of Barberini            |              | Francesco Barberini                                     | - Prince of Palestrina - Prince di Valmontone - Duke of Monterotondo                                                                                 |
| House of Borghese             |              | Scipione Virginio Flavio Giacomo Antonio Maria Borghese | Numerous titles |
| House of Borgia               |              | Extinct in 1748                                         | Numerous titles |
| House of Borromeo             |              | Vitaliano XI Borromeo                                   | - Prince of Angera - Marquess of Romagnano - Count of Arona - Count of Peschiera - etc...                                                            |
| House of Braschi              |              | Giovanni Angelo Theodoli-Braschi                        | - Prince of the Holy Roman Empire - Duke of Nemi - Prince of Rocca Sinibalda - Marquis of Belmonte Sabino - Count of Falcino                         |
| House of Chigi                |              | Mario Chigi                                             | - Prince of the Holy Roman Empire - Duke of Ariccia - Prince of Farnese - Prince of Campagnano                                                       |
| House of Colonna              |              | Marcantonio Colonna (Paliano line)                      | - Prince assistant to the Papal throne - Prince of Paliano - Prince of Stigliano - Prince of Carbognano - etc...                                     |
| House of Cybo                 |              | Extinct in 1790                                         | - Prince of the Holy Roman Empire - Prince of Massa and Marquis of Carrara - Duke of Massa e Prince of Carrara - Duke and Marquis of Aiello - etc... |
| House of Doria-Pamphili-Landi |              | Extinct in 2000                                         | - Prince of Melfi - Prince of Borgotaro - Prince of Meldola - Duke of Montelanico - Marquis of Torriglia                                             |
| House of Mattei               |              | Extinct in 1801                                         | Duke of Giove |
| House of Medici               |              | 3 cadet branches                                        | - Grand Duke of Tuscany - Duke of Florence - Duke of Urbino - Duke of Nemours - Prince of Ottajano                                                   |
| House of Orsini               |              | Domenico Napoleone Orsini                               | - Prince Assistant to the Papal Throne - Duke of Gravina - Duke of Amalfi - Duke of Bracciano - کنت پیتیلیانو                                        |
| House of Ruspoli              |              | Francesco Ruspoli                                       | - Prince of the Holy Roman Empire - Prince of Cerveteri - Marquis of Riano - Count of Vignanello                                                     |